# 城市博物馆
城市博物馆（英語：City Museum）是位于美国密苏里州圣路易斯的一座博物馆，其主要展品为重新利用的建筑和工业物品。城市博物馆所在地原为国际鞋业的工厂和仓库。博物馆于1997年10月开放，2010年吸引了70多万游客。城市博物馆被公共空间项目命名为“伟大的公共空间”之一， ，并赢得了其他本地和国际奖项，成为圣路易斯的重要景点之一，被描述为“古怪的艺术头脑的狂野奇异愿景”

## 历史
城市博物馆的建筑本来是空置的国际鞋业公司的厂房和仓库，城市博物馆由艺术家鲍勃·卡西利和他当时的妻子盖尔·卡西利创建。这座建筑几乎在购买后立即开始施工，一直保密，直到1996年新年前夕游客首次获准进入博物馆观看正在进行的作品。1997年大堂标志性的巨大鲸鱼塑像建造完成，博物馆于同年10月25日向公众开放。刚开放的两年内，它每年就吸引了30万游客。卡西利一直担任博物馆的艺术指导直到2011年突然去世。
博物馆定期扩建，2002年增添了怪兽城市，2003年增加了魔法洞穴，2004年添加了水族馆部分。博物馆的三楼，会有马戏团提供日常表演，博物馆还举办音乐会。这里有鞋带工厂，用古董编织机生产彩色鞋带出售。这座建筑的五层由公寓组成，被称为博物馆的阁楼，并且有巨大的滑梯。